# 淡北道路
淡北道路，全名為淡水河北側沿河平面道路，是位在臺灣新北市淡水區、臺北市北投區一條興建中的外環市區道路，目標緩解台2線與台2乙線共線路段車流瓶頸。路線北起淡水竿蓁林，淡金路、中正東路雙引道匯合於捷運紅樹林站旁，並規劃在關渡大橋附近連接關渡新橋，南迄北投大度路。
淡北道路北段緊鄰淡水紅樹林保留區，不斷引發改善交通與環境保護兩派之間的爭辯，也影響了規劃設計和工程進度。2012年8月動工，2013年9月環評即撤銷，2014年12月上訴駁回後被迫停工，經歷2020年1月二階環評通過、2022年8月行政院核定，於2024年2月全面復工，預計2029年6月完工。

## 歷史
臺灣省公路局（今交通部公路局）1996年提案「淡水河北側沿河快速道路」（淡北快）第一期，規劃興建全長8.2公里、雙向3車道的雙層高架橋，路廊接近目前淡北道路但全高架銜接洲美快速道路，並構想未來第二、三期沿淡水河岸延伸至淡江大橋，但是2000年9月25日環境影響評估審查認定影響紅樹林生態、嚴重衝擊景觀、考量大眾運輸等，決議淡北快不應開發。臺北縣政府（今新北市政府）2006年開始推動替代方案「淡水河北側沿河平面道路」，相較淡北快第一期，淡北道路等級降為市區道路且多數路段採平面，並於2009年函送環境影響說明書報請環境保護署審查。環評審查2011年4月15日有條件通過，新北市政府於2012年8月辦理動工。
然而反對淡北道路聲量已逐年興起，如2008年發起的「反淡北道路聯盟」在2011年環評通過期間，聯合環保團體以開發計畫不符環評書為由控告偽造文書。動工僅約1年後，臺北高等行政法院在2013年9月4日判決撤銷環評，並在2014年12月25日判決上訴駁回，淡北道路被迫停工，僅完成關渡大橋引道旁基樁，至此新北市政府只能開始第二階段環評。經過2015年11月26日範疇界定、2016年環境調查、2017年12月22日現場勘查，以及環保署2018年8月23日、12月18日、2019年7月5日、9月25日共4次專案小組，2019年3月13日、5月8日共2次環評大會，最終於2020年1月15日延續會議審查通過二階環評，臺北市段亦於同年10月29日經審議通過都市計畫變更。行政院在2022年8月6日核定興建淡北道路，並要求一併在關渡大橋上游側附近興建關渡新橋。工程於12月26日首次招標未果，於2023年4月25日再度招標，工程預算追加到66億元，工期亦延長至2008天（約5年半），終在三度招標後於7月25日決標，由榮工工程得標負責興建，於2024年2月2日全面復工，預計2029年6月完工。

## 規劃
新北市淡水區台2線、台2乙線在竹圍至紅樹林路段為共線，北端匯集淡金路、中正東路車流，南端匯集民權路、關渡大橋車流，是淡水最嚴重的交通瓶頸，服務水準僅最低的F級。淡北道路興建經費66億元（原規劃44.69億元）、其中中央補助37.18億，目標有效分散台2/台2乙共線路段車流，儘可能降低臺北市北投區交通影響，與淡江大橋共同強化淡水河兩岸交通分流。

### 路線
淡北道路北端為雙引道，皆位於新北市淡水區竿蓁林，其中淡金路引道起自坪頂路口以南、淡海輕軌竿蓁林站附近，向南在輕軌雙柱門架式橋墩下逐漸爬升，以高架橋跨越淡金路與中正東路口，另外中正東路引道亦起自坪頂路口以南，以地下箱涵向南穿越中正東路與捷運淡水信義線。以上雙引道在紅樹林站旁匯合成單一主線的平面道路，繼續沿捷運和淡水紅樹林、淡水河右岸之間前行，經樹梅坑溪後再度爬升為高架橋跨越捷運，但行經臺北基督學院一帶沒有多餘路廊空間，高架橋只能在民權路中央落墩。
淡北道路至關渡大橋附近再與民權路分離並跨越大橋東側環狀匝道，此路段另設置南出北入匝道連接關渡新橋。高架橋往南再度跨越民權路與捷運，大轉彎東行抵達市界進入臺北市北投區，以地下箱涵穿越中央北路，並在大度路上升至地面連接大度路高架橋，降至平面後再爬升為陸橋跨越立德路，降至平面後抵達淡北道路終點，可接續大度路直行前往洲美快速道路。

### 設計
全長5.45公里的淡北道路規劃完全迴避河川區域，為防止影響紅樹林日照且降低河岸景觀衝擊，多數路段為平面設計。淡北道路定位台2/台2乙共線外環道路，以市區主要道路等級規劃，最大速限每小時50公里，最小曲線半徑80公尺，車道寬度在3公尺或3.25公尺，僅允許小客車及大客車。主線雙向各2車道，平面段寬14公尺、高架及箱涵段寬15公尺。淡金路引道寬8.5公尺、中正東路引道寬7.5公尺，皆為雙向各1車道。紅樹林站停車場迴車道為配合淡北道路興建將北移，且於捷運站外中斷的自行車道也會同步接上，貼合淡北道路的自行車道採高架設計。
對北投潛在的交通衝擊也是淡北道路爭議焦點，因此在關渡路段往洲美快速道路的方向，規劃與大度路平面車流實體分隔，亦即車輛無法自淡北道路前往關渡地區，可望提升大度路與中央北路口、立德路口的服務水準。淡北道路規劃行駛快速公車，加上台2線設置公車專用道、淡海輕軌加開班次，可順帶提升大眾運輸效率。

## 出入口和匝道列表
| 淡北道路路線設施里程一覽表                          |      |          |          |          |                 |        |                                                                         |                                                                         |
| 標誌                                                | 里程 | 名稱     | 順樁預告 | 逆樁預告 | 形式            | 通車日 | 銜接道路 →聯絡地區                                                      |                                                                         |
|                                                     | 0.0  | 淡水端   |          |          | 直接式＋半套Y型 | 2029年 | 台2線（淡金路） · 台2乙線（中正東路） · 北2線（坪頂路） · →淡水區竿蓁林 | 台2線（淡金路） · 台2乙線（中正東路） · 北2線（坪頂路） · →淡水區竿蓁林 |
| 0.1～0.7k 穿越 淡水信義線地下箱涵、跨中正東路口高架 |      |          |          |          |                 |        |                                                                         |                                                                         |
| 2.6k 樹梅坑溪橋                                     |      |          |          |          |                 |        |                                                                         |                                                                         |
|                                                     | 4.0  | 關渡新橋 |          |          | 半套Y型         | 規劃中 | 關渡新橋 →八里區、五股區                                                | 關渡新橋 →八里區、五股區                                                |
| 4.4～4.5k 中央北路地下道                            |      |          |          |          |                 |        |                                                                         |                                                                         |
| 4.6～4.8k 大度路高架橋                              |      |          |          |          |                 |        |                                                                         |                                                                         |
| 4.9～5.4k 立德路陸橋                                |      |          |          |          |                 |        |                                                                         |                                                                         |
|                                                     | 5.4  | 北投端   |          |          | 直接式          | 2029年 | 台2乙線（大度路）⇒洲美快速道路 · →北投區                                | 台2乙線（大度路）⇒洲美快速道路 · →北投區                                |
| ↓主線接續台2乙線（大度路）                          |      |          |          |          |                 |        |                                                                         |                                                                         |

## 工程現況
- 行政院公共工程委員會更新至2025年2月底

| 標案名稱                   | 開工日期   | 預計完工日期 | 最新進度 |
| -------------------------- | ---------- | ------------ | -------- |
| 淡水河北側沿河平面道路工程 | 2024/02/02 | 2029/06/30   | 5.83%    |

## 外部連結
- 淡水河北側沿河平面道路工程 （页面存档备份，存于）（新北市政府工務局）
- 淡北道路專區 （页面存档备份，存于）（臺北市政府交通局）